# 石生七叶树
石生七叶树（学名：Aesculus wangii var. rupicola）为七叶树科七叶树属下的一个变种。

## 扩展阅读
- 維基物種上的相關：石生七叶树